# فرودگاه نوریلسک والک
فرودگاه نوریلسک والک (به روسی: Аэропорт "Валек") فرودگاهی واقع در نوریلسک در کشور روسیه است که توسط شرکت  JSC "Taimyr Air" اداره می‌شود.